# Коричневий соус
Коричневий соус (фр. Sauce brune) — один з основних, класичних соусів у французькій кухні, який має багато варіацій.
У класичній французької кухні коричневий соус - це, як правило, соус з м'ясною основою (на бульйоні), випарений, іноді з додаванням ру, схожий на підливу. Прикладами коричневого соусу є соус еспаньйол та деміглас, існують й інші його різновиди.

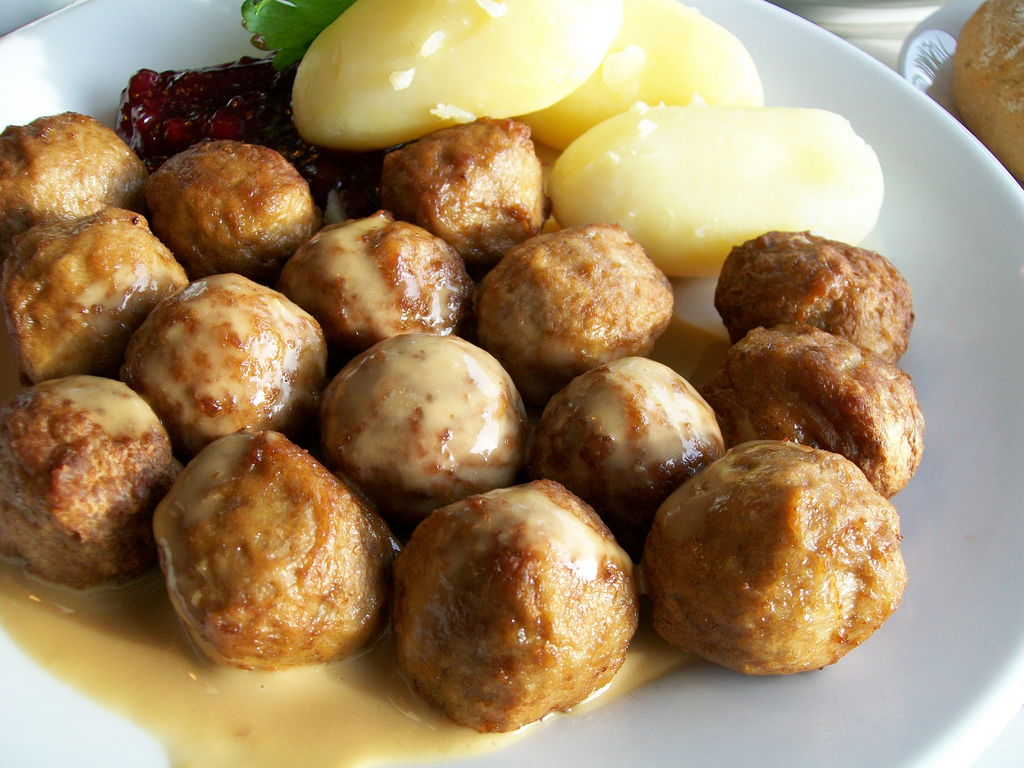
Шведські фрикадели в коричневому соусі, подані в IKEA

## Скандинавія
В данській кухні коричневий соус (brun sovs) є дуже поширеним соусом та відноситься до соусу з м'ясною основою (сьогодні часто замінюється бульйоном, приготованим з бульйонних кубиків). Загущеним за допомогою ру, а іноді забарвлений карамелізованим цукром, (brun kulør або madkulør). Варіації включають грибний соус, цибулевий соус та коричневий трав'яний соус.
Норвезький варіант (brun saus) готують так само, як і данський коричневий соус, зазвичай з пшеничного борошна. Соус фарбують, спочатку підігрітим вершковим маслом на сковороді, а потім додавши пшеничне борошно і давши йому ще більше потемніти. Іноді додають харчовий барвник (sukkerkulør, буквально «цукровий барвник»), соєвий соус та сир бруност. Соус може набувати різних смаків в залежності від м'яса, яке подається, так як м'ясо зазвичай готують деякий час в соусі перед подачею на стіл.
В Швеції (brunsås) та Фінляндії (ruskeakastike), фрикадельки (тефтелі), як правило, подаються зі світло-коричневим соусом, приготованим таким само, як соус еспаньйол, але він більш світлий та рідкий внаслідок додавання вершків. Приправлений чорним та запашним перцем, соєвим соусом, желе з чорної смородини, яблучним соусом, цибулею, гірчицею, томатним пюре або іншими інгредієнтами для аромату. Можна користуватися в магазинах в готовому вигляді або в сухому.